# Liste der Naturdenkmale in Dahlem
Die Liste der Naturdenkmale in Dahlem nennt die im Gemeindegebiet von Dahlem ausgewiesenen Naturdenkmale (Stand März 2003).
| Nr.      | Bezeichnung                                       | Lage                                                              | Beschreibung                                                                  | Bild           |
| -------- | ------------------------------------------------- | ----------------------------------------------------------------- | ----------------------------------------------------------------------------- | -------------- |
| Dc 2.3-1 | Kiefer am Parkplatz südwestlich der Dahlemer Binz | Parkplatz südwestlich der Dahlemer Binz                           | alte Kiefer mit Stammumfang von ca. 2,70 m in einer Höhe von 1 Meter          |                |
| Eb 2.3-2 | Lindenallee westlich Schmidtheim                  | westlich von Schmidtheim                                          | alte Winterlindenallee                                                        |                |
| Ed 2.3-3 | Marienallee südwestlich Dahlem                    | am Südrand von Dahlem entlang des Kapellenwegs zum alten Friedhof | alte Allee, überwiegend Linden, außerdem Ahorne und Kastanien; gepflanzt 1893 | weitere Bilder |
| Gc 2.3-4 | Gemäldebuche im Forst Schmidtheim                 | im Forst Schmidtheim (Lage)                                       | Buche, gekeimt etwa 1830, Stammumfang ca. 3,40 m in 1 Meter Höhe              | weitere Bilder |